# Baker (Montana)
Baker és una població dels Estats Units a l'estat de Montana. Segons el cens del 2000 tenia 1.695 habitants.

## Demografia
Segons el cens del 2000, Baker tenia 1.695 habitants, 694 habitatges, i 455 famílies. La densitat de població era de 761 habitants per km².
Dels 694 habitatges en un 32,3% hi vivien nens de menys de 18 anys, en un 53,7% hi vivien parelles casades, en un 7,8% dones solteres, i en un 34,3% no eren unitats familiars. En el 30,8% dels habitatges hi vivien persones soles el 16,4% de les quals corresponia a persones de 65 anys o més que vivien soles. El nombre mitjà de persones vivint en cada habitatge era de 2,38 i el nombre mitjà de persones que vivien en cada família era de 2,98.
Per edats la població es repartia de la següent manera: un 26,8% tenia menys de 18 anys, un 6,3% entre 18 i 24, un 25% entre 25 i 44, un 22,1% de 45 a 60 i un 19,9% 65 anys o més.
L'edat mediana era de 40 anys. Per cada 100 dones de 18 o més anys hi havia 88,6 homes.
La renda mediana per habitatge era de 30.893 $ i la renda mediana per família de 42.375 $. Els homes tenien una renda mediana de 30.667 $ mentre que les dones 17.500 $. La renda per capita de la població era de 17.461 $. Aproximadament el 7,7% de les famílies i el 10,7% de la població estaven per davall del llindar de pobresa.

## Poblacions més properes
El següent diagrama mostra les poblacions més properes.